# Skrubbholmen (Masfjorden)
Ne doit pas être confondu avec Skrubbholmen ou Skrubbholmen (Lindås).
Skrubbholmen est une île dans le landskap Sunnhordland du comté de Vestland. Elle appartient administrativement à Masfjorden.

## Géographie
Rocheuse et couverte d'une légère végétation, à fleur d'eau, elle s'étend sur environ 54 m de longueur pour une largeur approximative maximale de 34 m.